# Мурьес
Мурьес (фр. Mouriès) — коммуна на юго-востоке Франции в регионе Прованс — Альпы — Лазурный Берег, департамент Буш-дю-Рон, округ Арль, кантон Салон-де-Прованс-1.
Площадь коммуны — 38,35 км², население — 3012 человек (2006) с тенденцией к росту: 3484 человека (2012), плотность населения — 90,9 чел/км².

## Население
Население коммуны в 2011 году составляло 3520 человек, а в 2012 году — 3484 человека.
| 1962 | 1968 | 1975 | 1982 | 1990 | 1999 | 2006 | 2008 | 2011 | 2012 |
| ---- | ---- | ---- | ---- | ---- | ---- | ---- | ---- | ---- | ---- |
| 1434 | 1631 | 1865 | 2283 | 2505 | 2752 | 3012 | 3085 | 3520 | 3484 |

Динамика населения:

## Экономика
В 2010 году из 2275 человек трудоспособного возраста (от 15 до 64 лет) 1577 были экономически активными, 698 — неактивными (показатель активности 69,3 %, в 1999 году — 66,5 %). Из 1577 активных трудоспособных жителей работали 1432 человека (816 мужчин и 616 женщин), 145 числились безработными (45 мужчин и 100 женщин). Среди 698 трудоспособных неактивных граждан 157 были учениками либо студентами, 251 — пенсионерами, а ещё 290 — были неактивны в силу других причин.
На протяжении 2010 года в коммуне числилось 1448 облагаемых налогом домохозяйств, в которых проживало 3421,5 человек. При этом медиана доходов составила 19 тысяч 172 евро на одного налогоплательщика.